# Transilien
Transilien (вимовляється як [tʁɑ̃siljɛ̃]) — торгова марка мережі приміських залізниць, що обслуговує Іль-де-Франс, регіон, що оточує місто Париж, Франція. Мережа складається з дев’яти ліній: H, J, K, L, N, P, R, U та V, кожною з яких керує SNCF, державна французька залізнична компанія. 
Лінії починаються і закінчуються на головних паризьких станціях, за винятком ліній U і V, які сполучають головні станції за межами Парижа. 
На відміну від мережі RER, поїзди Transilien не проходять через центр Парижа.
Бренд Transilien засновано 20 вересня 1999 року як спробу об’єднання приміської мережі, яка існувала з кінця XIX століття. 
Назва «Трансільєн» є похідною від Франсільєн, демоніма для осіб, що живуть в Іль-де-Франс. 
Під час ребрендингу модернізовано станції та рухомий склад.
Охоплена територія не зовсім відповідає межам регіону Іль-де-Франс, деякі лінії перетинають межі інших регіонів. 
З іншого боку, деякі станції, розташовані на околицях регіону Іль-де-Франс, не обслуговуються маршрутами Transilien, а натомість потягами TER із сусідніх регіонів.
Потяги Transilien курсують коліями, що належать SNCF Réseau (раніше RFF), і ті самі колії використовуються магістральними пасажирськими поїздами (TGV і Intercités), іншими транспортними операторами (Renfe, Deutsche Bahn, Eurostar і Венеція — Сімплон Східний експрес ) і вантажними потягами.
Хоча бренд Transilien не є частиною мережі, його також можна побачити на лініях RER C, D і E та трамвайній лінії 4, якими керує той самий підрозділ SNCF.

## Історія

### Поява перших приміських поїздів

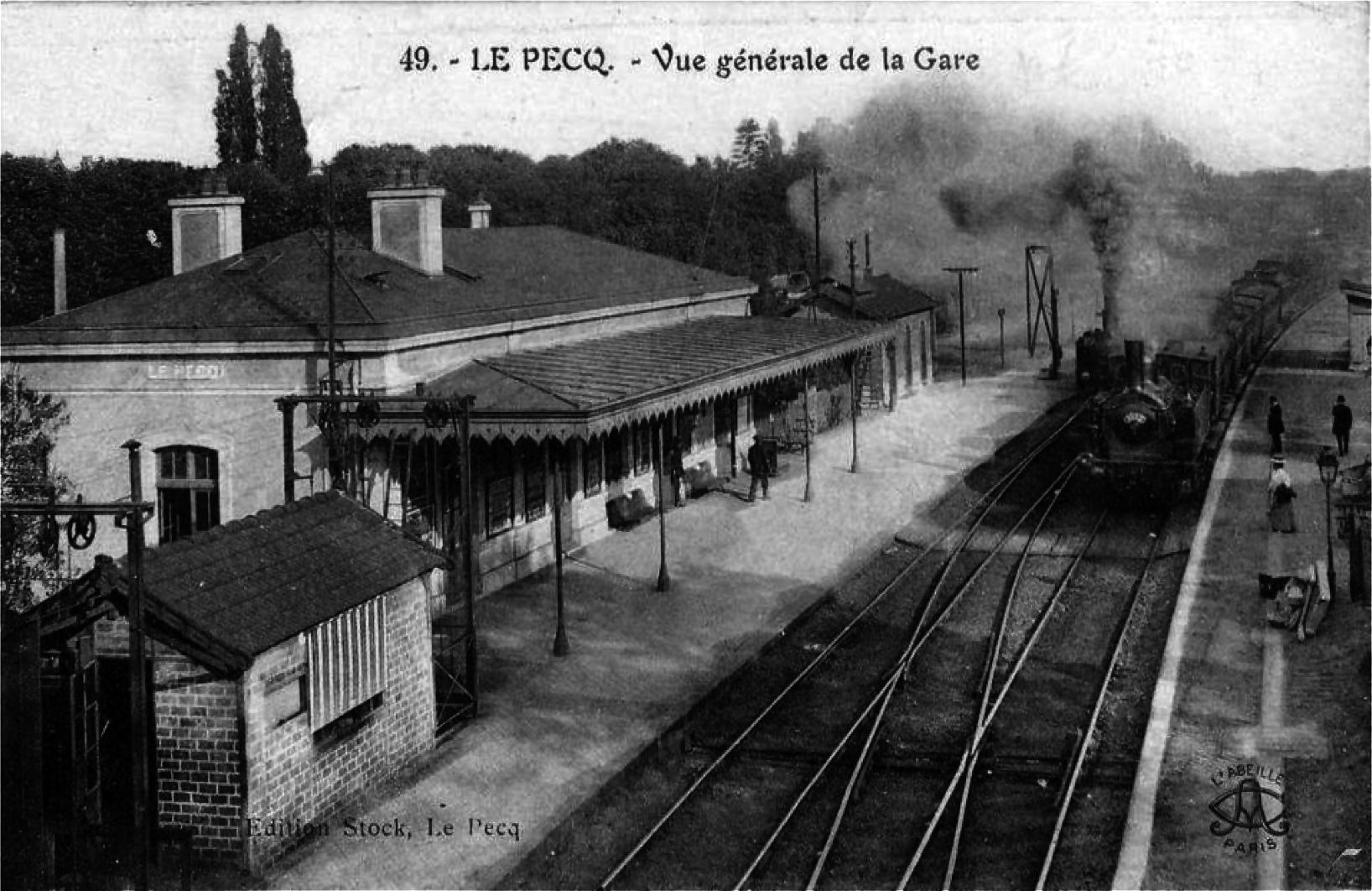
Залізнична станція Ле-Пек, близько 1900 року, з вокзалом 1847 року.

Перша лінія в передмісті Парижа відкрита 26 серпня 1837 року між Парижем (станція Сен-Лазар) і Сен-Жермен (лінія тимчасово зупинялася в Ле-Пек). 
Ця лінія передана RATP 1 жовтня 1972 року, коли введено в експлуатацію RER A. 
Його миттєвий успіх призвів до створення численних ліній, головним чином призначених для сполучення головних міст Франції. 
Приміські сполучення довгий час були маргінальними для великих компаній, за винятком Заходу, де кілька коротких ліній, що перетинають житлові райони, мали різке збільшення місцевого трафіку. 
Створення робітничих підписок ознаменувало різке збільшення трафіку, особливо на початку масової урбанізації на периферії Парижа, з феноменом трудових мігрантів.

### Вплив ліній на урбанізацію навколо Парижа
Збільшення вартості житла в результаті великих робіт Османа та гігієнічні умови в Парижі спонукали робітників, а потім і службовців, які працювали в столиці, жити в сільських передмістях. 
Приміські потяги дозволяли і досі дозволяють їм згуртувати свої робочі місця в Іль-де-Франс.
Послідовні топографічні карти французького IGN показують урбанізацію паризьких передмість протягом десятиліть поблизу станцій приміських ліній. 
У регіоні, особливо на південь від столиці, ці лінії прямували долинами, оскільки паровози не курсували крутими схилами: урбанізація решти території відбувається пізніше з появою автомобіля для широкої публіки у другій половині ХХ ст. 
Автомобілі дозволяли людям або безпосередньо їздити на роботу, або жити далеко від станції, де ціни на землю та орендна плата нижчі, ніж у безпосередній близькості від станцій.
Для опису цих двох періодів географи інколи використовують образні вирази: урбанізація відбувається в «пальцях рукавички» вздовж ліній приміських поїздів (центр рукавички знаходиться в Парижі), потім у «нафтовій плямі» за допомогою автомобіля що дозволяє жити трохи далі від вокзалу.

### Після Другої світової війни

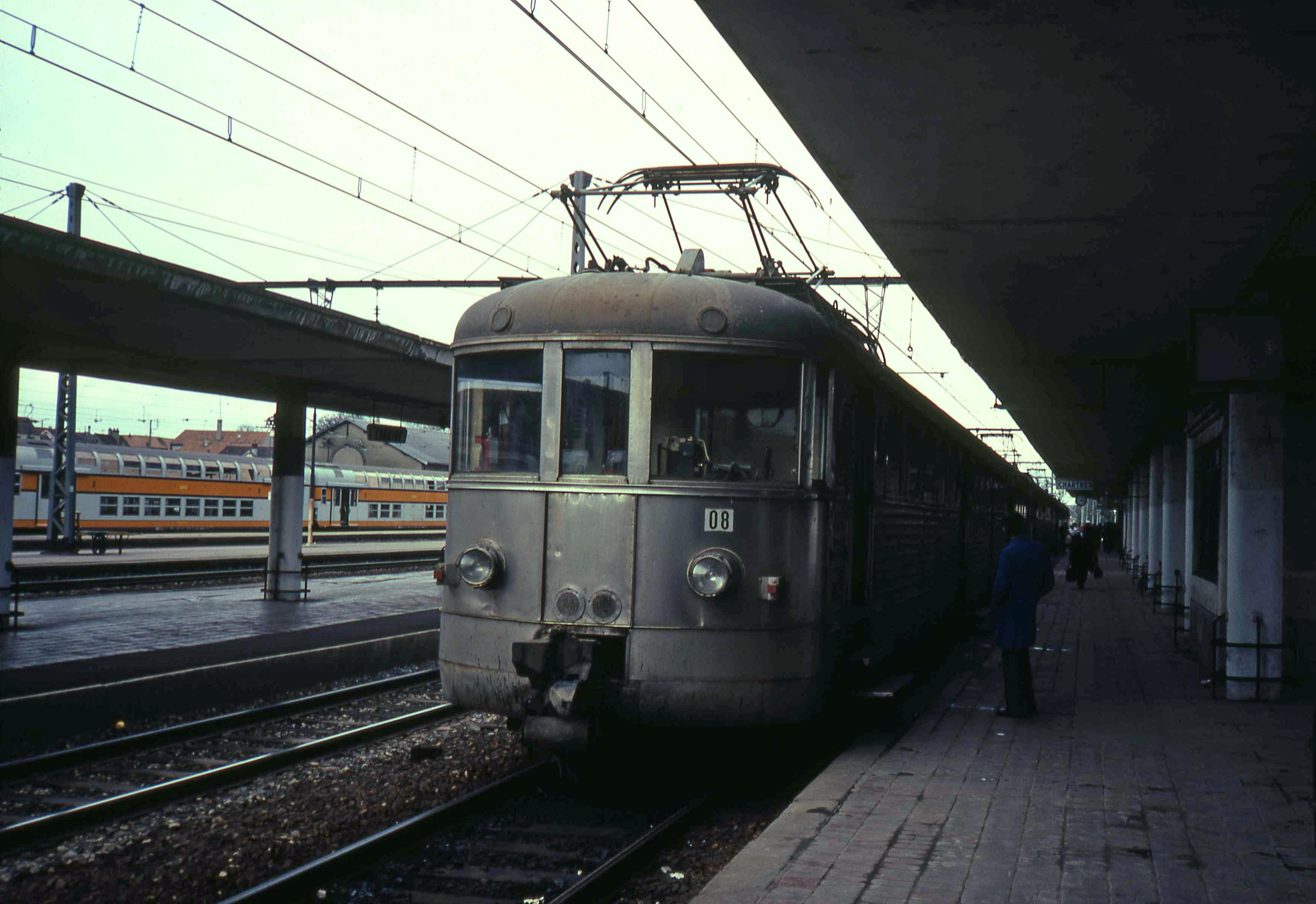
Поїзд AZ 3700 на станції Шартр у квітні 1981 року

У 1938 році новий SNCF використовував різні лінії та рухомий склад. 
Якщо Західний напрямок був електрифікований та мав новітній рухомий, решта мережі все ще була дуже далека від цих стандартів. 
Під час Другої світової війни рух транспорту був сильно дезорганізований і різко обмежений. 
Бомбардуванням зруйновані депо і частина рухомого складу. 
Транспортні умови були особливо важкими одразу повійні та за часів відбудови — 1946-1958 рр..
У 1959-69 рр. велика електрифікація розпочала поступову модернізацію залізничної мережі, з остаточним зникненням паровозів у передмістях в 1970 році. 
Поширення автомобільних заторів у поєднанні з модернізацією мережі призвело до повернення руху. 
У 1969-88 рр. створення RER викликало докорінну зміну іміджу залізничного транспорту. 
На лінії RER A спостерігалося різке збільшення пасажирообігу, що призвело до точки насичення менш ніж за десять років.
1 вересня 1999 року перший клас скасовано в усіх поїздах приміського сполучення, а також з RER. 

На той час це становило лише 1% пасажирів. 
Перший клас у паризькому метро прибрали в 1991 році.

### Бренд Transilien
Проте, попри численні інвестиції, зроблені за останні три десятиліття, приміська мережа страждала від поганого суспільного іміджу та неправильного прийняття рішень місцевою владою. 
Хоча RATP виграв від іміджу RER, з яким він зазвичай асоціюється, маючи ауру сучасності та інновацій під цим логотипом, мережа SNCF нагадувала людям про приміські поїзди, які часто мали негативний відтінок застарілого рухомого складу, хронічних затримок, і непривітні вокзали.
SNCF розробив мінімальний стандарт розвитку та реконструкції станцій і рухомого складу разом із брендом, щоб ідентифікувати це наочно для широкої громадськості. 
Були розглянуті численні назви, що ідентифікують приміську мережу, наприклад TER Île-de-France , Citélien і навіть назва RER. 
Однак назва Transilien була остаточно обрана. 
Назва офіційно представлена 20 вересня 1999 року. 
Щоб отримати цю назву, станції мають підтримувати мінімальні критерії щодо комфорту та модернізації. 
Однак SNCF остаточно контролює, які станції призначені, і швидко стає брендом, подібно до TGV , TER або Intercités. 
У випадку з Transilien модернізація обладнання коштує набагато дорожче і здійснюється більш поступово. 
Першим потягом із цією маркою є SNCF Class Z 6400.

## Рухомий склад
- SNCF Class BB 27300[en]
- VB 2N[en]
- SNCF Class BB 17000[en] (усі списані 20 жовтня 2020 р.)
- SNCF Class Z 22500[en]
- SNCF Class Z 50000[en]
- SNCF Class Z 57000[2]

## Лінії
| Лінія                                                     | Лінія        | Відкриття | Довжина           | Станцій | Потягів/день | Пасажирів/день |
| --------------------------------------------------------- | ------------ | --------- | ----------------- | ------- | ------------ | -------------- |
| RER · RER A                                               | RER A        | 1969      | 109 км (68 миля)  | 46      | 630          | 93 756         |
| RER · RER B                                               | RER B        | 1977      | 80 км (50 миля)   | 47      | 547          | 340 273        |
| RER · RER C                                               | RER C        | 1979      | 187 км (116 миля) | 84      | 531          | 540 734        |
| RER · RER D                                               | RER D        | 1988      | 197 км (122 миля) | 59      | 473          | 615 105        |
| RER · RER E                                               | RER E        | 1999      | 56 км (35 миля)   | 22      | 436          | 372 716        |
| Transilien · Transilien Paris – Nord                      | Transilien H | 1846      | 138 км (86 миля)  | 56      | 478          | 250 458        |
| Transilien · Transilien Paris – Saint-Lazare              | Transilien J | 1837      | 256 км (159 миля) | 52      | 522          | 268 836        |
| Transilien · Transilien Paris – Nord                      | Transilien K | 1860      | 61 км (38 миля)   | 10      | 31           | 16 456         |
| Transilien · Transilien Paris – Saint-Lazare              | Transilien L | 1837      | 76 км (47 миля)   | 40      | 730          | 300 713        |
| Transilien · Transilien Paris – Montparnasse              | Transilien N | 1840      | 117 км (73 миля)  | 35      | 277          | 133 427        |
| Transilien · Transilien Paris – Est                       | Transilien P | 1849      | 252 км (157 миля) | 38      | 302          | 100 947        |
| Transilien · Transilien Paris – Lyon                      | Transilien R | 1849      | 164 км (102 миля) | 25      | 120          | 50 843         |
| Transilien · Transilien La Défense                        | Transilien U | 1840      | 31 км (19 миля)   | 11      | 91           | 52 181         |
| Transilien                                                | Transilien V | 2023      | 15 км (9,3 миля)  | 7       | –            | –              |
| Tramways in Île-de-France · Île-de-France tramway Line 4  | Tрамвай T4   | 2006      | 8 км (5,0 миля)   | 11      | 365          | 34 697         |
| Tramways in Île-de-France · Île-de-France tramway Line 11 | Tрамвай T11  | 2017      | 11 км (6,8 миля)  | 7       | 314          | 19 780         |
| Tramways in Île-de-France · Île-de-France tramway Line 12 | Tрамвай T12  | 2023      | 20 км (12 миля)   | 16      | –            | –              |
| Tramways in Île-de-France · Île-de-France tramway Line 13 | Tрамвай T13  | 2022      | 19 км (12 миля)   | 12      | –            | –              |